# Lac de Holzendorf
Le lac de Holzendorf (Holzendorfer See) est un lac du Mecklembourg en Allemagne qui se trouve dans le territoire de la commune de Dabel (arrondissement de Ludwigslust-Parchim). Ce lac de forme légèrement ovale a une superficie de soixante-douze hectares, une longueur d'1,45 kilomètre (est-ouest) et une largeur de 650 mètres (nord-sud). Le petit village de Holzendorf, qui appartient à la commune de Dabel, et qui a donné son nom au lac, se trouve sur sa rive septentrionale, tandis que Dabel se trouve à l'est avec une zone de baignade surveillée.
Le lac de Holzendorf, qui est alimenté par le lac de Turloff, se déverse dans le lac de Dabel.
On peut y pêcher l'anguille, le brochet, la brème, la carpe et la tanche. 